# Venezia (tỉnh)
Tỉnh Venezia (tiếng Ý: Provincia di Venezia) là một tỉnh cũ trong vùng Veneto miền bắc của Ý. Thủ phủ của tỉnh là thành phố Venezia. Từ năm 2015, tỉnh bị thay thế bằng thành phố trung tâm Venezia.
Tỉnh Venezia có diện tích 2.467 km ², dân số tổng cộng 829.418 người (2005). Có 44 comuni (số ít: comune) trong tỉnh. Vào năm 2005, comuni chính theo dân số là:
| Comune                     | Population |
| -------------------------- | ---------- |
| Venice                     | 270,662    |
| Chioggia                   | 51,231     |
| San Donà di Piave          | 40,899     |
| Mira                       | 37,737     |
| Mirano                     | 26,126     |
| Portogruaro                | 25,162     |
| Spinea                     | 24,698     |
| Jesolo                     | 23,705     |
| Martellago                 | 19,904     |
| Scorzè                     | 18,626     |
| Santa Maria di Sala        | 15,521     |
| Cavarzere                  | 15,319     |
| Noale                      | 15,237     |
| Dolo                       | 14,649     |
| Marcon                     | 12,969     |
| Eraclea                    | 12,653     |
| Cavallino-Treporti         | 12,444     |
| Santo Stino di Livenza     | 12,386     |
| Camponogara                | 11,858     |
| Caorle                     | 11,847     |
| Salzano                    | 11,797     |
| San Michele al Tagliamento | 11,778     |
| Musile di Piave            | 10,642     |
| Concordia Sagittaria       | 10,641     |